# Amphignostis
Amphignostis é um gênero de mariposa pertencente à família Pyralidae.